# Saint-Martin-de-Fontenay
Saint-Martin-de-Fontenay ist eine ehemalige französische Gemeinde mit 2.511 Einwohnern (Stand: 1. Januar 2022) im Département Calvados in der Region Normandie. Sie gehörte zum Arrondissement Caen. Die Einwohner werden Martifontains und Martifontaines genannt.
Der Erlass des Präfekten vom 30. September 2024 legte mit Wirkung zum 1. Januar 2025 die Eingliederung von Saint-Martin-de-Fontenay als Commune déléguée zusammen mit der früheren Gemeinde May-sur-Orne zur Commune nouvelle Saint-Martin-de-May fest.

## Geografie

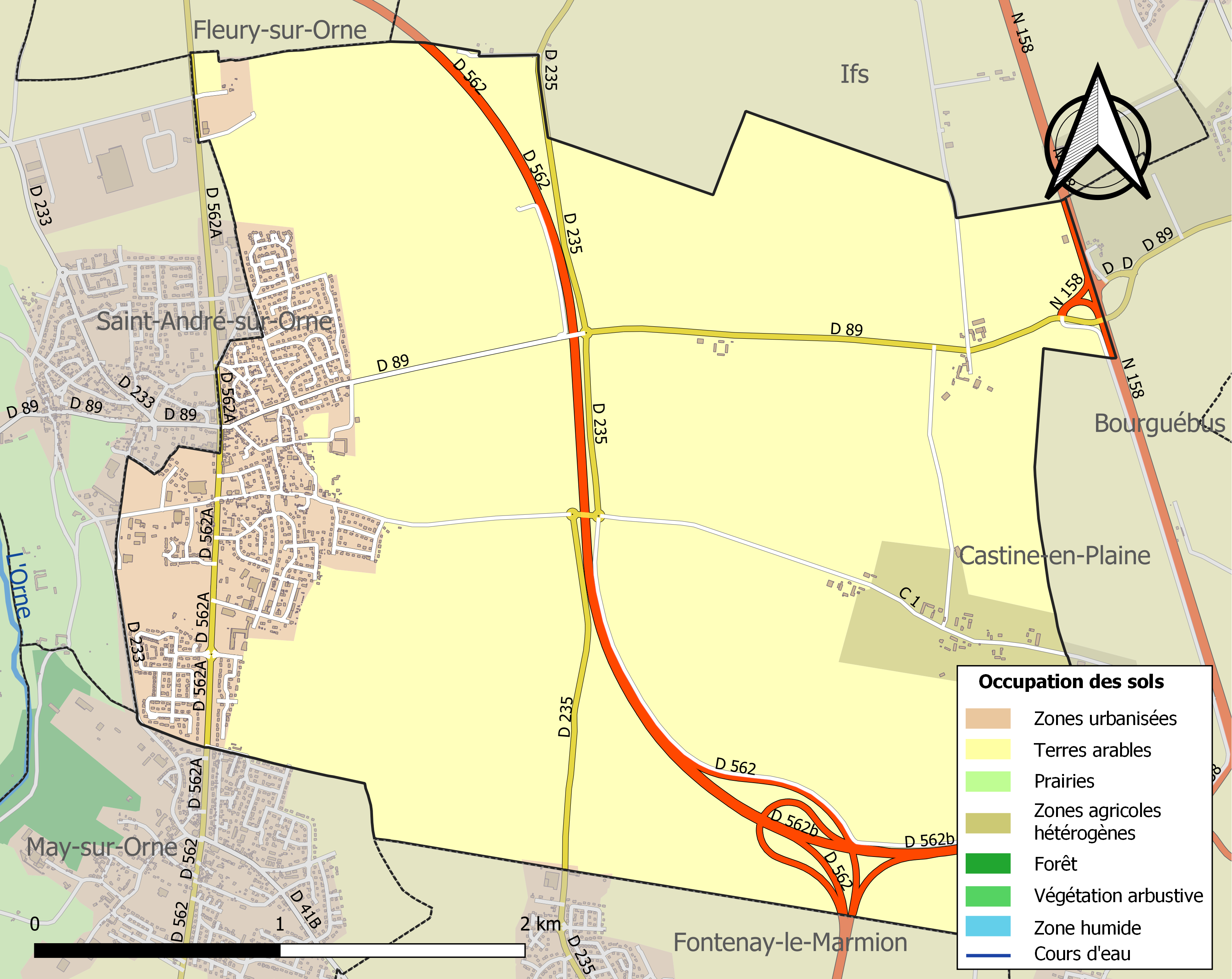
Bodennutzung und Infrastruktur von Saint-Martin-de-Fontenay (2018)

Saint-Martin-de-Fontenay liegt etwa sieben Kilometer südlich von Caen in der Région naturelle der Plaine de Caen. Das Ortsgebiet weist keine wesentlichen Fließgewässer auf. Das Zentrum liegt auf einer Höhe von etwa 35 m. Das Bodenrelief steigt nach Süden hin auf 87 m an.
Rund 89 % der Fläche von Saint-Martin-de-Fontenay bestehen aus Kulturboden und werden landwirtschaftlich genutzt, rund 11 % entfallen auf bebaute Flächen, rund 1 % auf Industrie-, Gewerbe- und Verkehrsflächen.
Umgeben wird Saint-Martin-de-Fontenay von den Nachbargemeinden Fleury-sur-Orne im Nordwesten und Norden, Ifs im Norden und Nordosten, Castine-en-Plaine im Osten und Südosten und Fontenay-le-Marmion im Süden, der Commune déléguée May-sur-Orne im Südwesten sowie von der Nachbargemeinde Saint-André-sur-Orne im Westen.

## Geschichte
Saint Martin de Fontenay wurde, wie viele Orte in der Basse-Normandie, im Zweiten Weltkrieg besetzt und dann zerstört. Der Ort wurde am 1. August 1944 von kanadischen und britischen Regimentern befreit.

## Bevölkerungsentwicklung

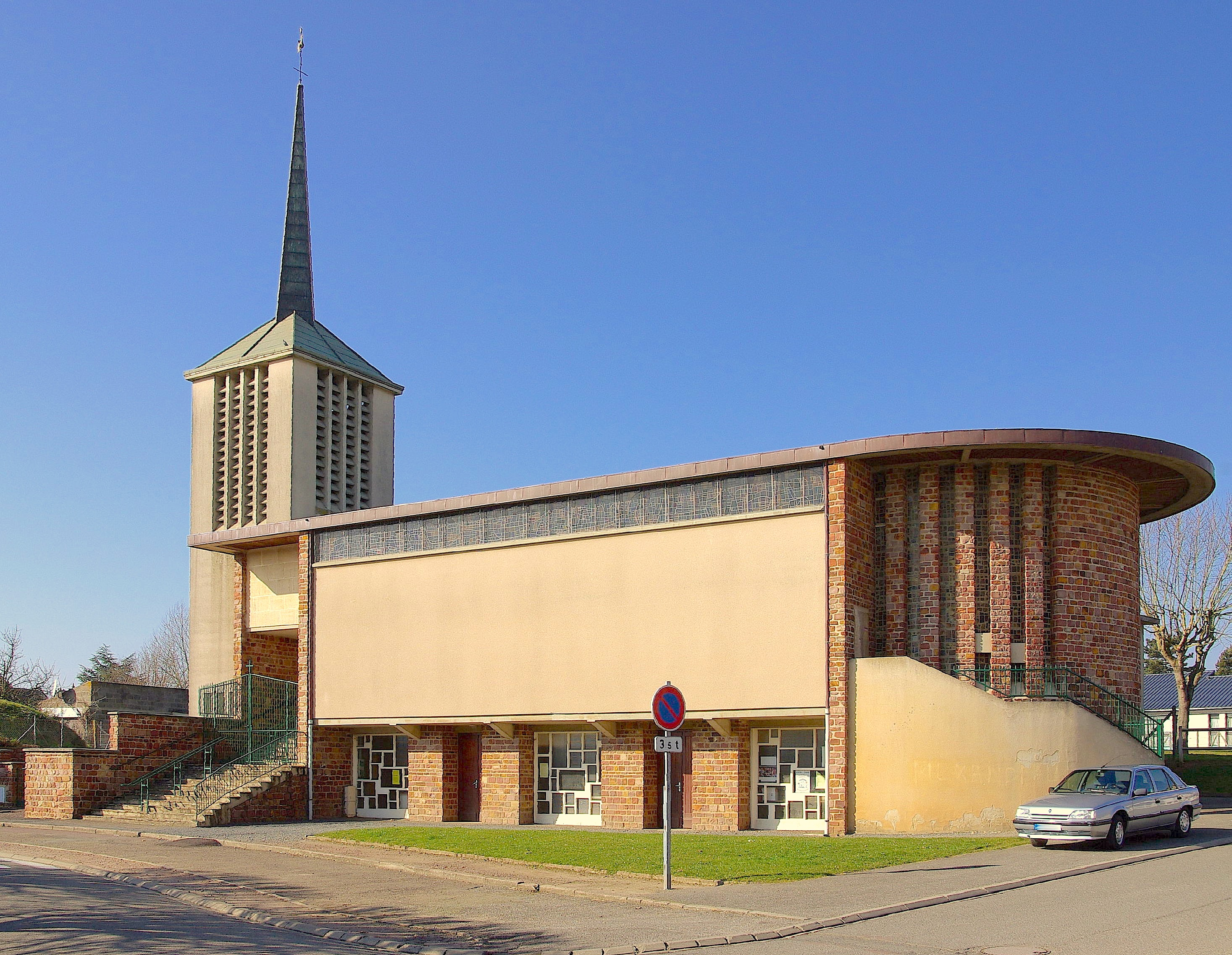
Kirche Saint-Martin

| Saint-Martin-de-Fontenay: Einwohnerzahlen von 1793 bis 2020                                                                | Saint-Martin-de-Fontenay: Einwohnerzahlen von 1793 bis 2020 | Saint-Martin-de-Fontenay: Einwohnerzahlen von 1793 bis 2020 | Saint-Martin-de-Fontenay: Einwohnerzahlen von 1793 bis 2020 | Saint-Martin-de-Fontenay: Einwohnerzahlen von 1793 bis 2020 |
| --- | ----------------------------------------------------------- | ----------------------------------------------------------- | ----------------------------------------------------------- | ----------------------------------------------------------- |
| Jahr |                                                             |                                                             |                                                             | Einwohner                                                   |
| 1793 | 1793                                                        |                                                             | 589                                                         | 589                                                         |
| 1800 | 1800                                                        |                                                             | 539                                                         | 539                                                         |
| 1806 | 1806                                                        |                                                             | 482                                                         | 482                                                         |
| 1821 | 1821                                                        |                                                             | 454                                                         | 454                                                         |
| 1831 | 1831                                                        |                                                             | 451                                                         | 451                                                         |
| 1836 | 1836                                                        |                                                             | 437                                                         | 437                                                         |
| 1841 | 1841                                                        |                                                             | 450                                                         | 450                                                         |
| 1846 | 1846                                                        |                                                             | 453                                                         | 453                                                         |
| 1851 | 1851                                                        |                                                             | 456                                                         | 456                                                         |
| 1856 | 1856                                                        |                                                             | 460                                                         | 460                                                         |
| 1861 | 1861                                                        |                                                             | 498                                                         | 498                                                         |
| 1866 | 1866                                                        |                                                             | 472                                                         | 472                                                         |
| 1872 | 1872                                                        |                                                             | 428                                                         | 428                                                         |
| 1876 | 1876                                                        |                                                             | 443                                                         | 443                                                         |
| 1881 | 1881                                                        |                                                             | 429                                                         | 429                                                         |
| 1886 | 1886                                                        |                                                             | 422                                                         | 422                                                         |
| 1891 | 1891                                                        |                                                             | 436                                                         | 436                                                         |
| 1896 | 1896                                                        |                                                             | 410                                                         | 410                                                         |
| 1901 | 1901                                                        |                                                             | 418                                                         | 418                                                         |
| 1906 | 1906                                                        |                                                             | 432                                                         | 432                                                         |
| 1911 | 1911                                                        |                                                             | 419                                                         | 419                                                         |
| 1921 | 1921                                                        |                                                             | 449                                                         | 449                                                         |
| 1926 | 1926                                                        |                                                             | 452                                                         | 452                                                         |
| 1931 | 1931                                                        |                                                             | 510                                                         | 510                                                         |
| 1936 | 1936                                                        |                                                             | 502                                                         | 502                                                         |
| 1946 | 1946                                                        |                                                             | 348                                                         | 348                                                         |
| 1954 | 1954                                                        |                                                             | 647                                                         | 647                                                         |
| 1962 | 1962                                                        |                                                             | 766                                                         | 766                                                         |
| 1968 | 1968                                                        |                                                             | 895                                                         | 895                                                         |
| 1975 | 1975                                                        |                                                             | 1.319                                                       | 1.319                                                       |
| 1982 | 1982                                                        |                                                             | 1.418                                                       | 1.418                                                       |
| 1990 | 1990                                                        |                                                             | 1.884                                                       | 1.884                                                       |
| 1999 | 1999                                                        |                                                             | 1.881                                                       | 1.881                                                       |
| 2006 | 2006                                                        |                                                             | 2.068                                                       | 2.068                                                       |
| 2013 | 2013                                                        |                                                             | 2.575                                                       | 2.575                                                       |
| 2020 | 2020                                                        |                                                             | 2.519                                                       | 2.519                                                       |
| Quelle(n): EHESS/Cassini bis 1999, INSEE ab 2006 Anmerkung(en): Ab 1962 offizielle Zahlen ohne Einwohner mit Zweitwohnsitz |                                                             |                                                             |                                                             |                                                             |

## Sehenswürdigkeiten
- Kirche Saint-Martin, 1962 an der Stelle der früheren Kirche, die 1944 zerstört wurde, mit Teilen davon errichtet
- Kapelle Saint-Jacques in Verrières
- Ruine der Kapelle Troteval
- Kalvarie
- Oratorium

## Gemeindepartnerschaften
Mit der französischen Gemeinde Biganos im Département Gironde (Aquitanien) seit 1991 und mit der deutschen Gemeinde Stockstadt am Main in Unterfranken (Bayern) seit 1993 bestehen Partnerschaften.

## Persönlichkeiten
- Louis Vivien de Saint-Martin (1802–1897), französischer Geograph, geboren in Saint-Martin-de-Fontenay
- Arlette Ben Hamo (* 1930), französische Leichtathletin (Fünfkampf, Europameisterin 1950), geboren in Saint-Martin-de-Fontenay
- Pascal Mahé (* 1963), französischer Handballspieler und -trainer